# Kengo Kuma
Kengo Kuma (japonsky: 隈 研吾, * 1954) je japonský architekt a profesor na Tokijské univerzitě. Je představitelem udržitelné architektury, proslul svou schopností kombinovat tradiční japonské principy s moderním přístupem. Vlastní architektonické studio Kengo Kuma and Associates.

## Život
Kengo Kuma se narodil roku1954 v Jokohamě. V roce 1979 dokončil studia na fakultě architektury na Tokijské univerzitě. Později se přestěhoval do New Yorku, kde v letech 1985 až 1986 studoval na Kolumbijské univerzitě.

## Dílo
Seznam vyznamnějších děl:
- M2 stavba (1989–1991)
- Kiro-San observatoř (1994)
- Kitakami Canal Museum (1994)
- Water/Glass, Atami (1995)
- Bato Hiroshige Museum (2000)
- Stone Museum (2000)

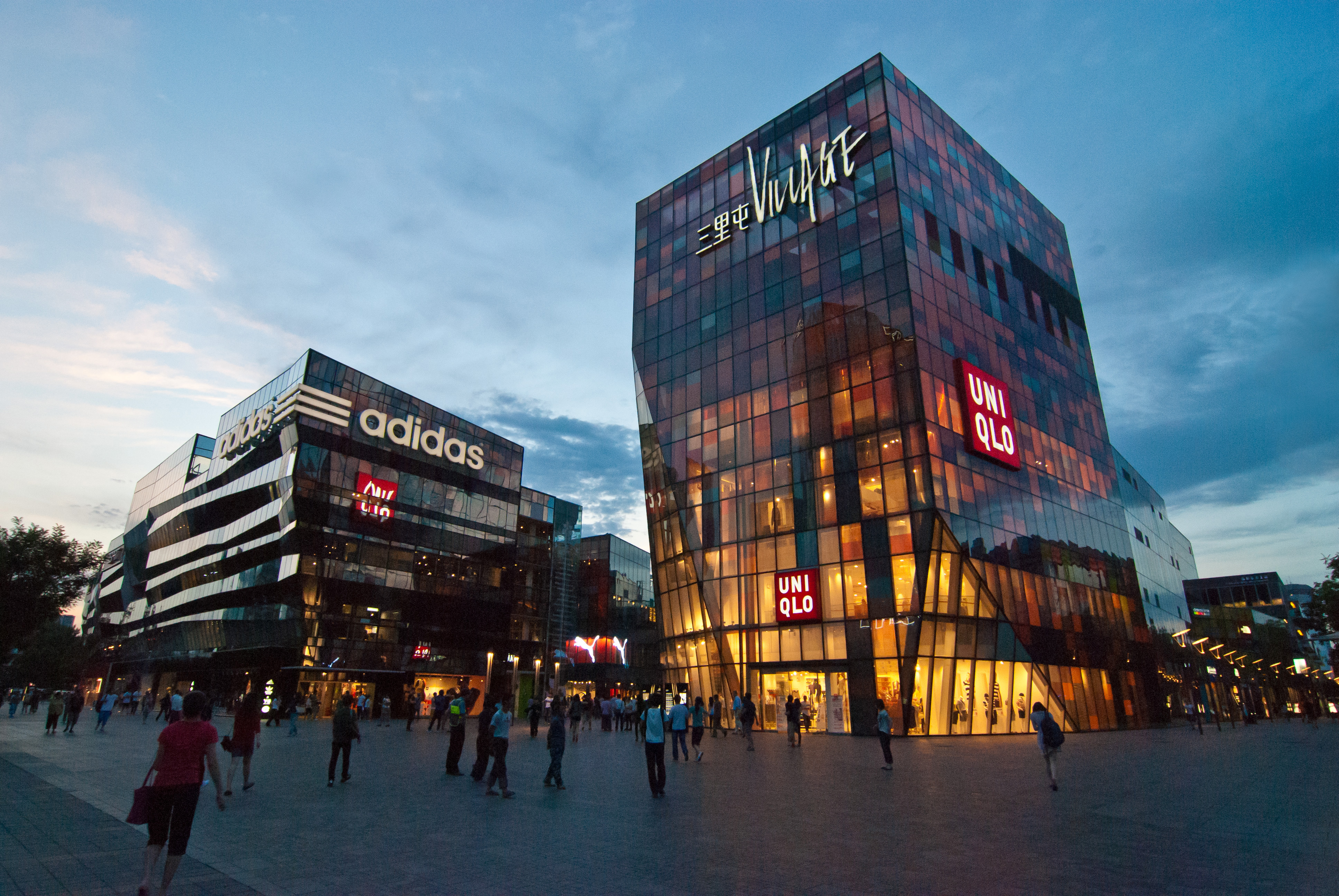
Taikoo Li Sanlitun v Pekingu

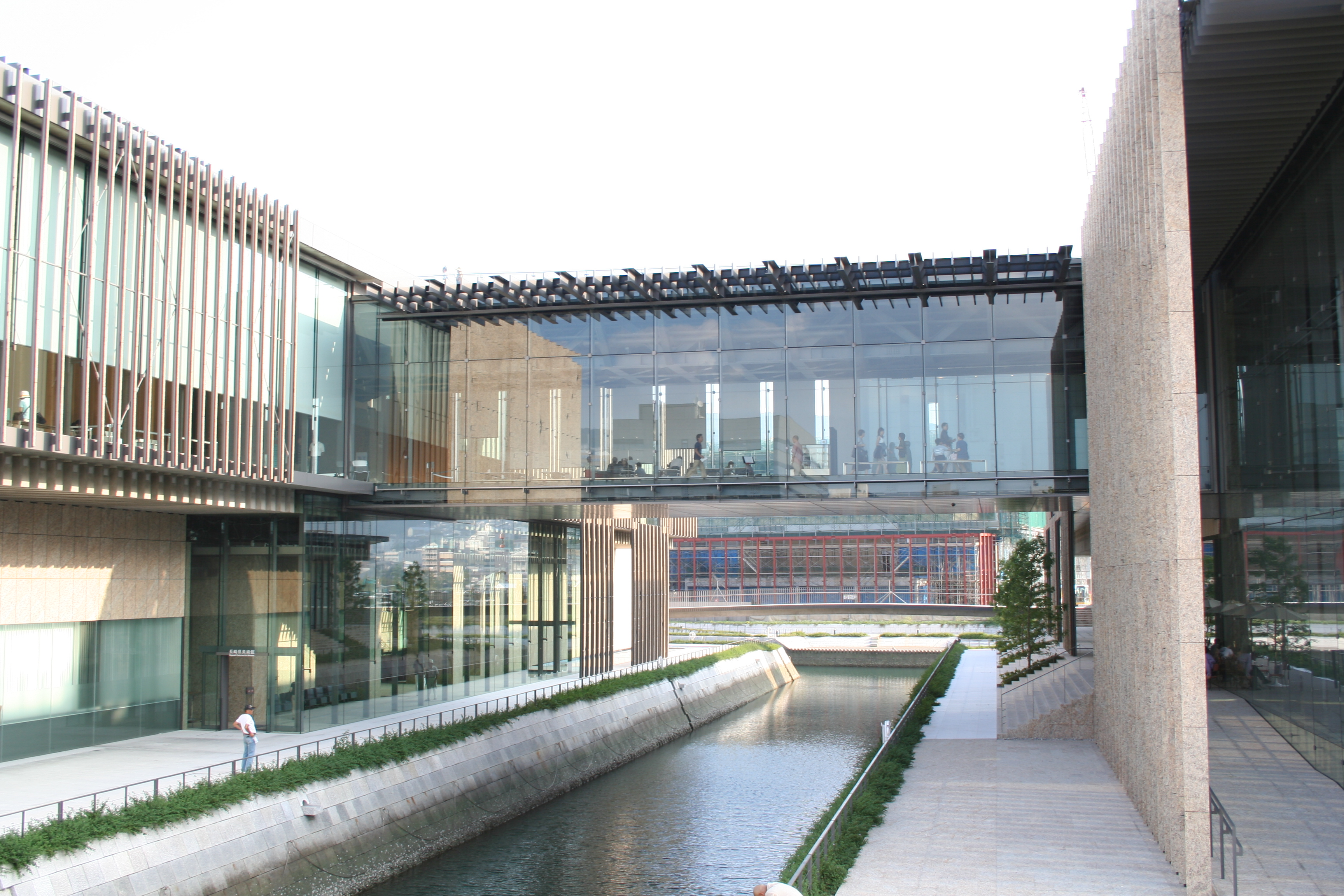
Muzeum umění v japonském Nagasaki

- Great (Bamboo) Wall House, Peking (2002)
- Plastic House (2002)
- Sídlo LVMH Group Japan , Osaka (2003)
- Lotus House (2003)
- Kancelářská budova Suntory v Tokiu
- Nagasaki Prefectural Art Museum (2005)
- Kodan apartmány (2005)
- Water Block House (2007)
- The Opposite House, Peking (2008)
- Nezu Museum, Tokio (2009)
- V&A v Dundee (2010)
- Stone Roof (2010)
- Taikoo Li Sanlitun, Peking (2010)
- Akagi Jinja and Park Court Kagurazaka (2010)
- Yusuhara Wooden Bridge Museum (2011)
- Meme Meadows Experimental House, Hokkaido. Japan (2012)
- Wisdom Tea House (2012)
- Seibu 4000 series – rekonstrukce turistického vlaku (2016)
- Nový olympijský stadion, Tokio (2015)